# ガリポリ半島

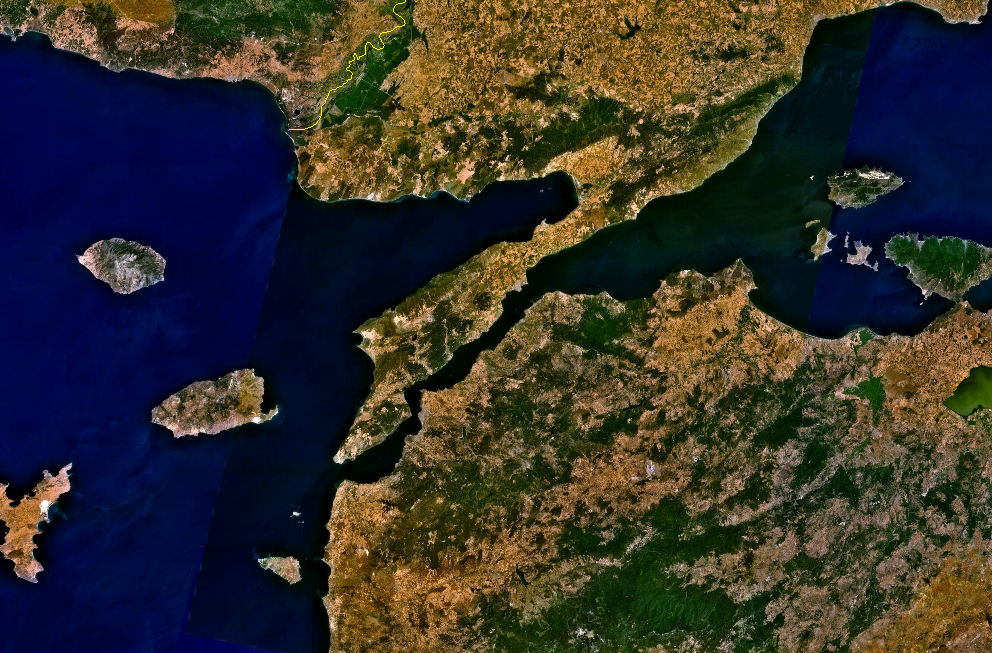
ガリポリ半島の衛星写真

ガリポリ半島（ガリポリはんとう ; 英語: Gallipoli peninsula）またはゲリボル半島（トルコ語: Gelibolu Yarımadası）は、トルコのヨーロッパ側の東トラキア地方に位置する半島である。半島西側はエーゲ海、東側はダーダネルス海峡である。半島は、ダーダネルス海峡とサロス湾との間をエーゲ海に向かって南西方向に伸びている。
「ガリポリ」の由来は、半島にある都市ガリポリ（ゲリボル）で、都市名の由来はギリシャ語で「美しい都市」を意味する「カリポリス」（Καλλίπολις, Kallipolis）から。

## 歴史
古代ギリシア・ローマにおいては「トラキアのケルソネソス」（古代ギリシア語: Θρακικὴ Χερσόνησος, Thrakiké Chersónesos ; ラテン語: Chersonesus Thracica ; 英語: Thracian Chersonese）と呼ばれ、カリポリスのほかにはカルディアなどの都市があった。
第一次世界大戦中、連合軍がオスマン帝国の首都イスタンブール占領を目指して、ガリポリ半島において上陸作戦を行った時に、この半島でガリポリの戦いが起きた。